# هانس غوتفريد وانغ
هانس غوتفريد وانغ (بالنرويجية البوكمول: Hans Gottfried Wang)‏ هو سياسي نرويجي، ولد في 12 مارس 1795 في النرويج، وتوفي في 12 فبراير 1883 في تونسبرغ في النرويج. انتخب عضو برلمان النرويج ‏.